# Ysatbek Ratbekow
Ysatbek Ratbekow (kirgisisch Ызатбек Ратбеков, auch: Ysat Ratbekow (kirgisisch Ызат Ратбеков), englische Transkription: Yzatbek Ratbekov oder Yzat Ratbekov; * 17. Mai 1996 in Bischkek) ist ein kirgisischer Billardspieler, der vorrangig in der Billardvariante Russisches Billard antritt.
Er gewann 2017 bei den Asian Indoor & Martial Arts Games die Goldmedaille in der Disziplin Kombinierte Pyramide und wurde 2016 kirgisischer Meister in der Dynamischen Pyramide.

## Karriere

### Russisches Billard
Seinen ersten größeren Erfolg erzielte Ratbekow im Oktober 2011, als er bei der kirgisischen Meisterschaft in der Disziplin Freie Pyramide ins Finale einzog, in dem er sich Kubanytschbek Sagyndykow mit 5:7 nur knapp geschlagen geben musste.
Im Juni 2014 gelang ihm sein erster Turniersieg, als er beim Bekdan Cup in seiner Heimatstadt Bischkek unter anderem den früheren WM-Dritten Kanat Sydykow besiegte und schließlich im Finale gegen Nurlan Abykejew mit 4:1 gewann. Wenig später folgten in Tscholponata in der Disziplin Kombinierte Pyramide seine ersten WM-Teilnahmen. Nachdem er bei den Jugendlichen bereits in der Vorrunde ausgeschieden war, gelangte er bei den Erwachsenen durch Siege gegen Iossif Abramow und den zweimaligen Weltmeister Kanybek Sagynbajew ins Achtelfinale, in dem er dem Kasachen Arbi Muzijew mit 2:6 unterlag. Im September 2014 gewann er durch einen knappen 6:5-Finalsieg gegen Kamoliddin Jessiddinow erstmals den kirgisischen Pokal und erreichte bei der kirgisischen Meisterschaft in der Dynamischen Pyramide das Endspiel, das er jedoch gegen Dastan Lepschakow mit 1:6 verlor. Bei der Dynamische-Pyramide-WM 2014 gelangte er, nachdem er unter anderem den Ukrainer Jewhen Nowossad, der Anfang des Jahres Weltmeister in der Kombinierten Pyramide geworden war, besiegt hatte, ins Viertelfinale, in dem er gegen Jernar Tschimbajew verlor. In der Freien Pyramide belegte er bei der Jugend-WM den dreizehnten Rang und erreichte bei den Erwachsenen das Viertelfinale, in dem er gegen Oleg Jerkulew ausschied. Am Jahresende gelangte er auch beim kasachischen Unabhängigkeitspokal ins Viertelfinale.
Anfang 2015 gelangte Ratbekow ein weiteres Mal in ein WM-Viertelfinale, diesmal in der Kombinierten Pyramide. Hingegen schied er beim Moskauer Bürgermeisterpokal, bei den Asian Open und bei der Freie-Pyramide-WM 2015 bereits in der Runde der letzten 64 aus. Bei den nationalen Meisterschaften 2015 kam er nicht über das Viertelfinale hinaus.
Im Oktober 2016 wurde Ratbekow durch einen 6:2-Finalsieg gegen Arsen Kalenbajew kirgisischer Meister in der Dynamischen Pyramide. Auf internationaler Ebene verlief das Jahr 2016 für ihn weniger erfolgreich. So blieb er bei zwei der drei Weltmeisterschaften sieglos, lediglich in der Freien Pyramide gewann er zumindest sein Auftaktspiel, schied dann aber in der Runde der letzten 32 aus. Auch bei keinem anderen internationalen Turnier des Jahres 2016 kam er über das Sechzehntelfinale hinaus.
In das Jahr 2017 startete Ratbekow wieder erfolgreicher, als er bei der Kombinierte-Pyramide-WM erst im Viertelfinale gegen den späteren Weltmeister Iossif Abramow verlor. Wenig später hingegen scheiterte er beim Bürgermeisterpokal in Moskau erneut in der Runde der letzten 32. Im September 2017 war Russisches Billard erstmals Bestandteil des Sportprogramms bei den Asian Indoor & Martial Arts Games im turkmenischen Aşgabat. Als einer von zwei kirgisischen Vertretern nahm er am Kombinierte-Pyramide-Wettbewerb teil. Durch Siege gegen den ehemaligen Weltmeister Älichan Qaranejew, Annamämmet Annamämmedow und Ibabekir Bekdurdyjew gelangte er schließlich ins Finale, in dem er gegen Älibek Omarow mit 5:1 die Goldmedaille gewann. Wenig später schied er beim Savvidi Cup und beim Weltcupfinale erneut frühzeitig aus.
Bei der Dynamische-Pyramide-WM 2018 erreichte Ratbekow das Achtelfinale, in dem er dem späteren Weltmeister Dmytro Biloserow unterlag. Im selben Jahr schied er beim Savvidi Cup und bei der Freie-Pyramide-WM in der Runde der letzten 64 aus.
Anfang 2019 schied Ratbekow bei der Kombinierte-Pyramide-WM in der Runde der letzten 32 aus. Beim Weltcup in derselben Disziplin gelangte er zumindest ins Achtelfinale. Im August 2019 erreichte er bei der Freie-Pyramide-WM in Tscholponata die Runde der letzten 32, in der er an Andrej Hluschanin scheiterte. Einen Monat später erreichte er beim Oomat Cup in Bischkek das Halbfinale und verlor gegen Kubanytschbek Sagyndykow. Nachdem Ratbekow beim Kremlin Cup in der Runde der letzten 32 ausgeschieden war, erreichte er beim Savvidi Cup 2019 das Achtelfinale, in dem er Aleksandr Sidorov unterlag.

### Snooker
Ratbekow spielt gelegentlich auch Snooker. Im Juli 2013 war er Teil des kirgisischen Aufgebots bei den Asian Indoor & Martial Arts Games im südkoreanischen Incheon. Beim Wettbewerb im 6-Red-Snooker zog er seine Teilnahme kurzfristig zurück. Wenige Tage später schied er beim Snooker-Wettbewerb in der ersten Runde gegen den Japaner Takao Kurimoto aus. 2014 zog er bei der kirgisischen Meisterschaft ins Halbfinale ein, in dem er Kalys Kamtschybek Uulu (2:3) knapp unterlag.

## Erfolge
| Ergebnis | Jahr | Turnier                               | Finalgegner              | Endstand |
| -------- | ---- | ------------------------------------- | ------------------------ | -------- |
| Finalist | 2011 | Kirgisische Meisterschaft (Fr. Pyr.)  | Kubanytschbek Sagyndykow | 5:7      |
| Sieger   | 2014 | Bekdan Cup                            | Nurlan Abykejew          | 4:1      |
| Sieger   | 2014 | Kirgisischer Pokal (Komb. Pyr.)       | Kamoliddin Jessiddinow   | 6:5      |
| Finalist | 2014 | Kirgisische Meisterschaft (Dyn. Pyr.) | Dastan Lepschakow        | 1:6      |
| Sieger   | 2016 | Kirgisische Meisterschaft (Dyn. Pyr.) | Arsen Kalenbajew         | 6:2      |
| Sieger   | 2017 | Asian IMA Games – Komb. Pyr.          | Älibek Omarow            | 5:1      |

## Teilnahmen an Weltmeisterschaften
| Disziplin            | 2014 | 2015 | 2016 | 2017  | 2018  | 2019  | 2020  |
| -------------------- | ---- | ---- | ---- | ----- | ----- | ----- | ----- |
| Freie Pyramide       | V    | L64  | L32  | n. a. | L64   | L32   | n. a. |
| Dynamische Pyramide  | V    | –    | L64  | n. a. | A     | n. a. | n. a. |
| Kombinierte Pyramide | A    | V    | R    | V     | n. a. | L32   | n. a. |
| Quelle:              |      |      |      |       |       |       |       |

| Legende | Legende                               |
| ------- | ------------------------------------- |
| S       | Sieger                                |
| F       | Finalist                              |
| HF / H  | Halbfinalist                          |
| VF / V  | Viertelfinalist                       |
| AF / A  | Achtelfinalist                        |
| LX      | Niederlage in der Runde der letzten X |
| R2      | Niederlage in Runde 2                 |
| R       | Vorrundenaus/Niederlage in Runde 1    |
| –       | nicht teilgenommen                    |
| n. a.   | nicht ausgetragen                     |